# Rohey Samba
Rohey Samba (auch: Samba-Jallow, geb. 1982 in Farato) ist eine gambische Schriftstellerin und Lotsin.

## Leben
Rohey Samba wuchs in Farato auf. Bei den Eingangsprüfungen für weiterführende Schulen (Common Entrance Examination) war sie nach eigenen Angaben 1995 einer der besten drei Prüflinge und erhielt deshalb ein Stipendium der Regierung. Sie besuchte die Ndow’s Comprehensive Senior Secondary School, die sie im Juni 2001 abschloss.
Im Dezember 2001 begann sie als Trainee Pilot bei der gambischen Hafenbehörde Gambia Ports Authority zu arbeiten. Samba war die erste gambische Frau, die als Lotsin arbeitete. Durch ein Stipendium konnte sie ab 2003 ein Studium der Nautik (Nautical Science) an der Regional Maritime University in Accra (Ghana) beginnen, das sie 2007 mit einem Bachelor abschloss. Dort war sie Chefredakteurin einer studentischen nautischen Zeitschrift.
Sie kehrte zur Ports Authority zurück und war ab 2009 Junior Pilot. Ab Januar 2010 war sie bei der Gambia Maritime Administration Assistant Marine Surveyor. Durch ein Stipendium der Internationalen Seeschifffahrts-Organisation konnte sie im September 2010 an der World Maritime University in Malmö (Schweden) einen Master in Maritime Administration erwerben. Nach ihrer Rückkehr wurde sie zur Principal Officer Maritime Safety and Environment befördert.
Bei den Parlamentswahlen in Gambia 2017 arbeitete sie für eine Wahlbeobachtungsstelle der Europäischen Union.
Im August 2018 wurde sie zur Direktorin für Kommunikation, Öffentlichkeitsarbeit und Medien (Director of Communications, Outreach and Media) der Truth, Reconciliation and Reparations Commission (TRRC) ernannt.
2019 war sie Kommunikationsberaterin bei einer von Präsident Adama Barrow initiierten Security Sector Reform.
Seit etwa 2002 ist mit Ismaila Jallow verheiratet.

## Künstlerische Karriere
Um 2001 schrieb Samba für den Daily Observer und gewann einen Schreibwettbewerb für junge Talente. Später veröffentlichte sie außerdem im The Independent. Ihr erstes Buch veröffentlichte Samba 2003.
Samba plante später, weitere Gedichte in einem Band mit dem Titel Tomorrow Waits zu veröffentlichen. Da sich die Themen der Gedichte deutlich unterschieden, habe sie sich später entschlossen, diese getrennt zu veröffentlichen. Die Gedichte seien fast ausschließlich während ihres Studiums in Accra entstanden. Die Veröffentlichung sei für sie herausfordernd gewesen, da sie selbst nicht über die nötigen Mittel verfügt habe und keine finanzielle Unterstützung erreichen konnte.
2015 absolvierte sie einen Weiterbildungskurs im Schauspiel am Ebunjan Theatre.
Um 2018 war sie Generalsekretärin der Writers’ Association of The Gambia (WAG) und war Vorstandsmitglied der Collecting Society of The Gambia (CSG), die sich für Verwertungsrechte von Autoren einsetzt.

## Werke
- 2003: Mother Gambia… Beats[1]
- 2010: Behind My Back, An Anthology of Poems
- 2012: Heart Songs, An Anthology of Poems[9]